# Голощапов, Дмитрий Иванович
Дмитрий Иванович Голощапов (1914, Курская губерния, Российская империя — неизвестно, Донецк) — машинист врубовой машины шахтоуправления № 10-бис треста «Куйбышевуголь» Министерства угольной промышленности Украинской ССР. Герой Социалистического Труда (1957).

## Биография
Родился в 1909 году в крестьянской семье в одном из сельских населённых пунктов Курской губернии. В довоенное время трудился на шахтах Донбасса. В послевоенное время — навалоотбойщик, машинист врубовой машины шахты № 10-бис треста «Куйбышевуголь». За выдающиеся трудовые достижения по итогам Четвёртой пятилетки (1946—1950) награждён Орденом Трудового Красного Знамени.
В последующие годы Пятой пятилетки (1951—1955) продолжал показывать высокие трудовые результаты. Досрочно выполнил личные социалистические обязательства и плановые задания пятилетки по добыче угля. Указом Президиума Верховного Совета СССР от 26 апреля 1957 года удостоен звания Героя Социалистического Труда за «выдающиеся успехи, достигнутые в деле развития угольной промышленности в годы пятилетки и в 1956 году» с вручением ордена Ленина и золотой медали «Серп и Молот» (№ 7662).
После выхода на пенсию проживал в Донецке. С 1970 года — персональный пенсионер союзного значения. Дата смерти не установлена.
Награды
- Герой Социалистического Труда
- Орден Ленина
- Орден Трудового Красного Знамени (12.01.1951)
- Медаль «За трудовую доблесть» (04.09.1948)